# Nikołaj Woinow
Nikołaj Wasiliewicz Woinow (ros. Николай Васильевич Воинов; ur. 21 kwietnia 1900, zm. 28 sierpnia 1958) – radziecki operator filmowy oraz reżyser filmów rysunkowych. W animacji współpracował m.in. z Pantielejmonem Sazonow, Iwanem Iwanow-Wano, Jewgienijem Migunow, Dmitrijem Babiczenko, Leonidem Amalrikiem oraz siostrami Zinaidą i Walentiną Brumberg.

## Wybrana filmografia

### Operator
- 1942: Kino-Cyrk
- 1945: Zaginione pismo
- 1947: Konik Garbusek
- 1948: Szara szyjka
- 1948: Niegrzeczny Fiedia
- 1949: Obcy głos
- 1949: Gęsi Baby-Jagi
- 1949: Kukułka i szpak
- 1949: Czarodziejski dzwoneczek
- 1950: Żółty bocian
- 1951: Bajka o królewnie i siedmiu rycerzach
- 1951: Noc wigilijna
- 1952: Wyrwidąb
- 1952: Śnieżka
- 1953: Farbowany lis
- 1953: Koncert w lesie
- 1953: Bracia Lu
- 1953: Mężny Pak
- 1954: W leśnej gęstwinie
- 1954: Brudasy, strzeżcie się!
- 1955: Co to za ptak?
- 1955: Dzielny zając
- 1956: Brzydkie kaczątko
- 1956: Dwanaście miesięcy